# Julia Nilsson
Julia Nilsson, född 2 maj 1997, är en svensk volleybollspelare (center). Efter ett proffsår i Österrike (TI-Volley) spelar hon igen sedan säsongen 2022/2023 för Engelholms VS, som hon även spelade med 2019/20-2020/21. Hon har även spelat med Svedala VBK till säsongen 2018/19  samt moderklubben Ystads volleybollklubb. Säsongen 2020/2021 samt 2022/2023 blev hon framröstad till center i Elitseriens "Dream Team".
Hon spelar i seniorlandslaget och deltog vid europamästerskapet 2021, där hon dock missade de sista matcherna p.g.a. COVID-19-symptom och åkte hem tidigt.